# Diecéze abyduská
Diecéze Abydus je titulární diecéze římskokatolické církve, založená v 19. století a pojmenovaná po starověkém městě Abydus v dnešním Turecku. Toto město se nacházelo v provincii Ellesponto. Diecéze byla sufragannou arcidiecéze Cyzicus.

## Titulární biskupové
| hodnost              | jméno                            | úřad                                                                                   | od                | do                 |
| -------------------- | -------------------------------- | -------------------------------------------------------------------------------------- | ----------------- | ------------------ |
| titulární arcibiskup | Michel Mazloum                   | ?                                                                                      | 17. prosince 1816 | 29. dubna 1817     |
| titulární biskup     | Francis George Mostyn            | apoštolský vikář Northern District (UK)                                                | 22. září 1840     | 11. srpna 1847     |
| titulární biskup     | Jean-Baptiste Anouilh, C.M.      | apoštolský vikář koadjutor Northern Chi-Li Apoštolský vikář Southwestern Chi-Li (Čína) | 28. dubna 1848    | 18. února 1869     |
| titulární biskup     | Julien Vidal, S.M.               | apoštolský vikář Fiji Island (Fidži)                                                   | 13. května 1887   | 2. dubna 1922      |
| titulární biskup     | Etienne Irénée Faugier           | pomocný biskup Lyonu (Francie)                                                         | 19. června 1922   | 4. června 1928     |
| titulární biskup     | Basile Vladimir Ladyka, O.S.B.M. | apoštolský exarcha Manitoba (Kanada)                                                   | 20. května 1929   | 21. června 1948    |
| titulární biskup     | Lancelot John Goody              | pomocný biskup Perthu (Austrálie)                                                      | 2. srpna 1951     | 12. listopadu 1954 |
| titulární biskup     | Julio Benigno Laschi González    | pomocný biskup Concepción a Asunción (Paraguay)                                        | 23. března 1955   | 19. května 1969    |
| titulární biskup     | Joseph Pallikaparampil           | pomocný biskup Palai (Indie)                                                           | 16. června 1973   | 6. února 1981      |
| titulární biskup     | Jacob Manathodath                | pomocný biskup Vyšší arcidiecéze Ernakulam–Angamaly (Indie)                            | 6. září 1992      | 11. listopadu 1996 |